# Beatrice Faccioli
Beatrice Faccioli (Verona, 1938) è un'ex modella italiana, eletta Miss Italia 1957.
È stata la prima Miss Italia ad indossare una corona.
Rifiutò contratti cinematografici e partecipazioni a sfilate di moda, preferendo diventare una pianista.